# Punta de Canonnier
La punta de Canonnier es un cabo situado en la colectividad francesa de Saint-Martin, que ocupa la parte norte de la isla homónima adscrita al departamento de Guadalupe (Francia).
Se trata de un saliente arenoso que se aleja 0,7 millas náuticas al oeste de la costa, dentro del brazo de tierra conocido como Terres Basses que encierra la laguna de Simpson Bay.
Tiene la particularidad de ser el punto más al oeste de la Francia metropolitana y de ultramar (18°04′N 63°09′O / 18.067, -63.150).